# دايفيد مانسفيلد
دايفيد مانسفيلد (بالإنجليزية: David Mansfield)‏ (و. 1956  م) هو ملحن، وموسيقي، وعازف كمان، وعازف قيثارة، ومؤلفو موسيقى تصويرية، وكاتب أغاني أمريكي، يستخدم آلات قيثارة، وكمان ‏، بدأ مشواره المهني سنة 1974.

## وصلات خارجية
- دايفيد مانسفيلد على موقع IMDb (الإنجليزية)
- دايفيد مانسفيلد على موقع ألو سيني (الفرنسية)
- دايفيد مانسفيلد على موقع ميوزك برينز (الإنجليزية)
- دايفيد مانسفيلد على موقع ديسكوغز (الإنجليزية)
- دايفيد مانسفيلد على موقع قاعدة بيانات الفيلم (الإنجليزية)

- دايفيد مانسفيلد في قاعدة بيانات الأفلام على الإنترنت